# Сантур
Сантур (перс. سنتور‎, азерб. Səntur, арм. Սանթուր, груз. სანთური, тур. Santur) — струнный ударный музыкальный инструмент, род цимбал. Распространён в Азербайджане, Армении, Грузии, Индии, Иране, Ираке, Турции и других странах Востока.
Особенность сантура в том, что на нём играют двумя лёгкими молоточками — мизрабами. Поэтому он считается как струнным, так и ударным инструментом.

## Этимология и происхождение
Название «сантур», согласно историческим данным, происходит от греческого «псантерина», или от греческого же «ψαλτήριον» — «щипковый инструмент» (от др.-греч. ψάλλω — «щипать струны»). Создание сантура связано с именем еврейского пророка и царя Давида, который, по легенде, был создателем ряда музыкальных инструментов.
Р. Ектабей пишет о сантуре:
«Этот музыкальный инструмент очень древний, он упоминается ещё в «Торе» под названием «псантерин». Слово «сантур» представляет другую фонетическую форму этого названия» 

## Описание

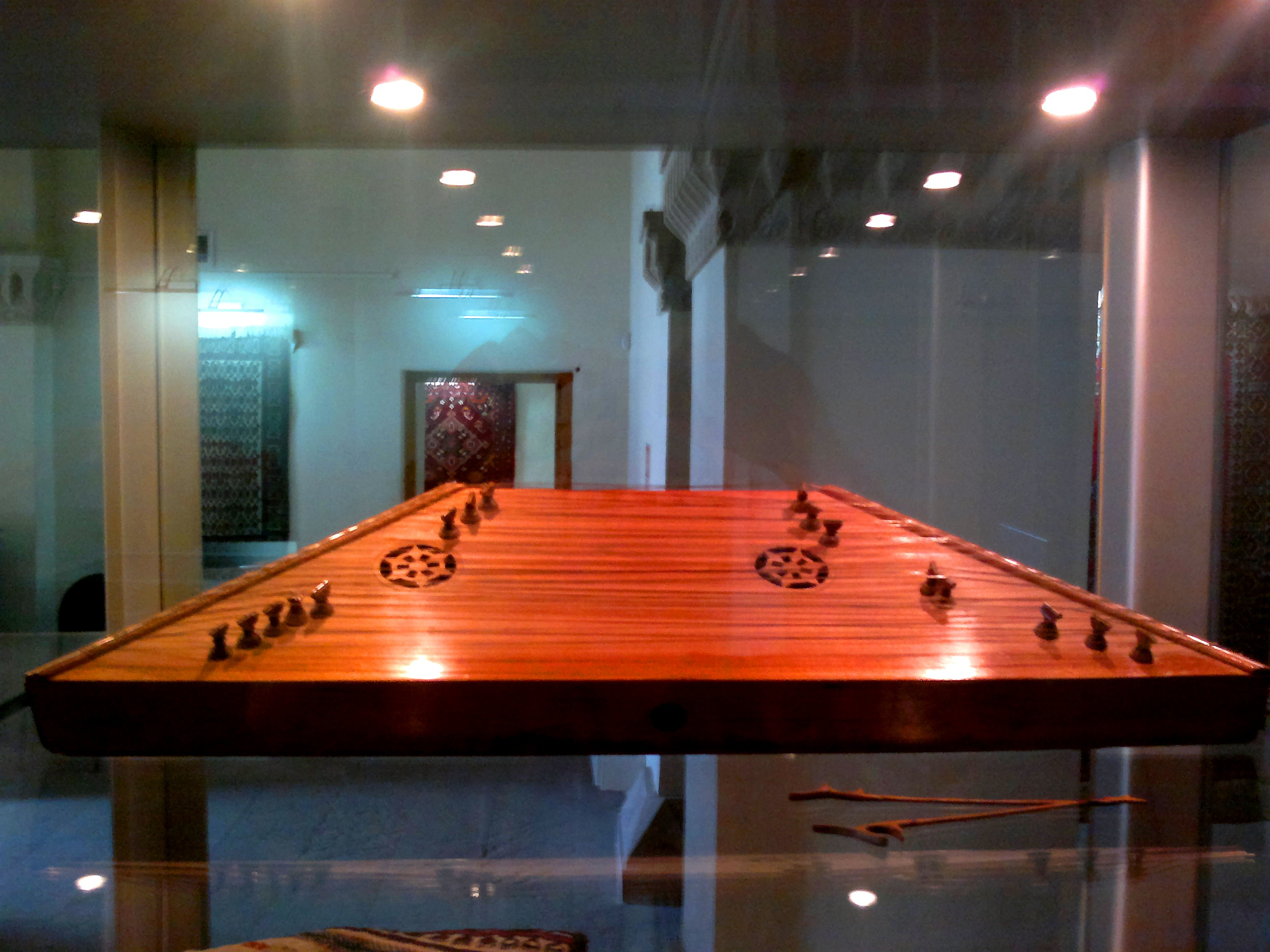
Сантур XV века, выставленный во дворце Ширваншахов. Баку, Азербайджан

Сантур представляет собой трапециевидный деревянный ящик, части которого изготавливаются из отборного орехового дерева, а колки и струнодержатель — из металла. Состоит из рамы, верхней и нижней деревянных крышек. Струны металлические. Через каждую подставку проходят 4 струны одной настройки. Нижняя дека инструмента представляет цельную доску толщиной в 7 мм, а верхняя — толщиной в 5 мм.
- Длина сантура с 12 подставками — 892 мм
- Ширина — 315 мм
- Высота — 69 мм
- Количество струн — 96.

В связи с типом настройки инструмента, в исполнительской среде используются такие названия, как «сантур соль», «сантур ля» и «сантур си».
Игра на сантуре преподается в Бакинской гимназии искусств и в Бакинской музыкальной академии.